# Syndroom van Ellis-Van Creveld
Het syndroom van Ellis-Van Creveld is een zeldzame genetische afwijking aan het skelet.

## Symptomen
Het betreft veel verschillende afwijkingen inclusief post-axiale polydactylie, aangeboren hartafwijkingen (meest voorkomend een atriumseptumdefect), pre-natale tandvorming, vingernagel-dysplasie, dwerggroei, korte ribben, schisis en misvorming van de polsbeentjes (vergroeiing van het os hamatum en os capitatum).

## Genetisch

Syndroom van Ellis-Van Creveld vererft autosomaal recessief. (chance=kans, carrier=drager)

Het syndroom van Ellis-Van Creveld is dikwijls het gevolg van het stichtereffect in een geïsoleerde menselijke populatie, zoals die van de amish en sommige bewonerspopulaties op kleine eilanden. Ofschoon relatief zeldzaam komt deze afwijking vaker voor in populaties met een stichtereffect door het gebrek aan genetische variabiliteit. Het syndroom vererft autosomaal recessief. Dat wil zeggen dat beide ouders drager van het recessieve gen moeten zijn wil een nakomeling deze afwijking kunnen krijgen.
Het syndroom van Ellis-Van Creveld wordt zowel door een mutatie in het EVC-gen veroorzaakt als door een mutatie in het niet homologe gen, EVC2, dat dicht bij het EVC-gen ligt in een kop-kop configuratie. Door positioneel klonen is het gen geïdentificeerd. Het EVC-gen ligt op de korte arm van chromosoom 4. De functie van een niet gemuteerd EVC-gen is op dit moment nog niet duidelijk.

## Geschiedenis
De afwijking werd voor het eerst beschreven door Richard W. B. Ellis (1902-1966) uit Edinburgh en Simon van Creveld (1895-1971) uit Amsterdam. Ze hadden allebei een patiënt met dit syndroom, wat ze ontdekten toen ze eind jaren dertig van de twintigste eeuw samen in de trein zaten op weg naar een conferentie over kindergeneeskunde in Engeland. Een derde patiënt werd beschreven door L. Emmett Holt, Jr. en Rustin McIntosh in een boek over pediatrie (Holt and McIntosh, 1933) en was opgenomen in een publicatie van Ellis en Van Creveld (1940).
McCusick et al. (1964) ging na het onderzoek naar de Amishpopulatie verder en vond de grootste in kaart te brengen afstamming in de ingeteelde, religieuze isolatie, de Old Order Amish, in Lancaster County Pennsylvania.